# Белок (Арјеж)
Белок (фр. Belloc) насеље је и општина у јужној Француској у региону Миди Пирене, у департману Арјеж која припада префектури Памје.
По подацима из 2011. године у општини је живело 65 становника, а густина насељености је износила 6,81 становника/km². Општина се простире на површини од 9,54 km². Налази се на средњој надморској висини од 400 метара (максималној 491 m, а минималној 345 m).

## Демографија
| 1962. | 1968. | 1975. | 1982. | 1990. | 1999. | 2011. |
| ----- | ----- | ----- | ----- | ----- | ----- | ----- |
| 24    | 54    | 33    | 55    | 44    | 62    | 65    |

График промене броја становника у току последњих година